# キャロットステークス
キャロットステークスは、日本社会人団体馬術連盟の主催する初級から中級ライダーを対象とした馬術競技会である。
第1回は1980年（昭和55年）に東京都世田谷区のJRA馬事公苑で行われた。日本社会人団体馬術連盟の主催する多くの大会が、日本社会人団体馬術連盟の加盟団体向けの貸与馬による競技会であるのに対し、このキャロットステークスは加盟団体に限らず、誰でも出場できる自馬による競技会であるのも特徴の一つである。
例年10月前後に開催される。全日本学生馬術連盟主催の全日本学生馬術三大大会前の開催となるため、全日本学生馬術三大大会の前哨戦・馴致・練習として、大学馬術部からの出場も多く、それに合わせた競技も用意されている(全日本学生賞典障害馬術競技大会向けの中障害馬術競技120cm、全日本学生賞典馬場馬術競技大会向けの学生賞典相当の馬場馬術競技 S1課目など)。また、速歩による部班競技やジムカーナ競技があり、乗馬・馬術を始めて間もない初級者にとってものハードルの低い大会となっており、競技会デビュー戦としても使われる。さらに、これらの初級者向け競技については、中学生以下の選手のみが出場できるチルドレン班など細かくクラス分けされ、各クラスで表彰が行われるため、出場選手が入賞できる可能性が高く、日本では人気の馬術競技会の一つでもある。
馬場馬術競技においては、日本馬術連盟の公認競技も実施している。

## 歴史
- 1980年(昭和55年) 第1回 キャロットステークスをJRA 馬事公苑で実施
- 2015年(平成29年) 第36回大会で、SUPER☆GiRLS みやりが出場[2]。
- 2017年(平成29年) 第38回大会より、東京オリンピックに向けたJRA馬事公苑の改修工事のため、御殿場市馬術・スポーツセンターで実施。
- 2019年(令和元年) 第40回大会は、台風19号の影響により中止[3]。

## 主な実施競技

### 障害馬術競技
- ビギナーズジャンプ
- 小障害馬術競技 60cm
- 小障害馬術競技 70cm
- 小障害馬術競技 80cm
- 小障害馬術競技 90cm
- 小障害馬術競技 100cm
- 中障害馬術競技 110cm (MD)
- 中障害馬術競技 120cm (MC)
- JBGキャロット選手権(障害馬術競技)
- フレンドシップ 80, 100

### 馬場馬術競技
- 日本馬術連盟 制定 馬場馬術競技 A1課目
- 日本馬術連盟 制定 馬場馬術競技 A2課目
- 日本馬術連盟 制定 馬場馬術競技 A3課目
- 日本馬術連盟 制定 馬場馬術競技 A4課目
- 日本馬術連盟 制定 馬場馬術競技 A5課目
- 日本馬術連盟 制定 馬場馬術競技 L1課目 (公認競技あり)
- 日本馬術連盟 制定 馬場馬術競技 L2課目 (公認競技あり)
- 日本馬術連盟 制定 馬場馬術競技 M1課目 (公認競技あり)
- 日本馬術連盟 制定 馬場馬術競技 M2課目 (公認競技あり)
- 日本馬術連盟 制定 馬場馬術競技 S1課目 (全日本学生馬術連盟 学生賞典馬場馬術課目相当)
- 学生賞典馬場馬術課目 (令和元年度よりS1課目)
- FEI 総合馬術競技 1スター 馬場馬術課目
- 自由選択課目
- JBGキャロット選手権(馬場馬術競技)
- パ・ド・ドゥ

### 初級者向け競技
- 部班馬術競技(速歩班)
- 部班馬術競技(駈歩班)
- ジムカーナ(速歩班)
- ジムカーナ(駈歩班)

※ 大会や年度によっては実施されない競技もある。